# Isole Desventuradas
Le isole Desventuradas (in spagnolo: Islas Desventuradas) sono delle piccole isole situate nell'oceano Pacifico circa 870 km al largo delle coste del Cile; fanno parte del comune di Valparaíso.
Le isole Desventuradas sono costituite da due isole principali, l'isola San Félix e l'isola Sant'Ambrogio (Isla San Ambrosio) insieme a diversi isolotti e rocce affioranti come l'Islote González o isola González, un piccolo isolotto localizzato a sudest dell'isola San Félix e il Roca Catedral situato a nord dell'isola San Félix.
Nel complesso la superficie delle isole raggiunge i 3,9 km².
Entrambe le isole sono di origine vulcanica e disabitate; sull'isola di San Félix si trova una pista aerea militare (ICAO codice: SCFX).